# Doug Harvey
Harold Douglas Harvey (South Gate, 13 marzo 1930 – Visalia, 13 gennaio 2018) è stato un arbitro di baseball statunitense nella Major League Baseball (MLB). È stato introdotto nella National Baseball Hall of Fame nel 2010.

## Carriera
Harvey nacque il 13 marzo 1930 a South Gate. Harvey lavorò come umpire nella National League (NL) dal 1962 al 1992. Noto per il suo tono autoritario, fu noto con il soprannome tongue-in-cheek di "God" (Dio) dai giocatori e fu uno degli ultimi umpire della major league a non avere frequentato una scuola specifica per il ruolo. Harvey arbitrò cinque edizioni delle World Series e sei All-Star Game. In totale prese parte a 4.673 gare in carriera il terzo risultato della storia della major league al momento del suo ritiro. Fu il nono umpire ad essere introdotto nella Baseball Hall of Fame. Nel 1999, la Society for American Baseball Research classificò Harvey come il secondo miglior umpire della storia, dietro solamente a Bill Klem. Nel 2007, la rivista Referee lo selezionò come una delle 52 figure più influenti della storia degli arbitri dello sport.
Harvey era facilmente identificabile per i suoi capelli bianchi, quasi completamente grigi già verso i trent'anni di età, che portarono inizialmente a soprannominarlo "Silver," e, a partire dal 1971, per i suoi baffi a manubrio, in un'epoca in cui nessun personale di gara della major league li portava più dagli anni quaranta. Nell'ultima parte della carriera, Harvey fu la voce del segmento della MLB "You Make the Call". Per la maggior parte della sua carriera, Harvey indossò l'8 come numero di uniforme.
È morto il 13 gennaio 2018 a Visalia ad 87 anni.